# Puente de Panzacola (Velasco)
Puente de Panzacola es una obra de Luis Coto Maldonado pintada en 1861 basado en la de su maestro italiano Eugenio Landesio que se conserva en el Museo Soumaya de la Ciudad de México.

## Contexto
En 1855 Velasco ingresó a la clase de paisaje impartida por el célebre pintor italiano Eugenio Landesio el cual les habló a sus alumnos sobre las reglas de composición, les refirió sus estudios, sus obras, las de Carlos Markó, les hacía notar todas las bellezas que encontraba a su paso, tomando en cuenta los muchos detalles de luz, color y forma. En ese mismo año, Landesio pintó el puente del barrio de Panzacola, en Coyoacán, la copia de obras terminadas era parte del método educativo de la Academia para proveer a los alumnos de recursos técnicos y criterios estéticos. El cuadro de Landesio fue parte de un ejercicio común en la Academia, ya que existen distintas versiones de la mano de artistas variados.

## Descripción
En la pintura podremos reconocer el puente de Panzacola el cual está a un costado de la capilla carmelita dedicada a San Antonio, lugar que en la época prehispánica era llamado Teopanzolco. La referencia a la arquitectura y vida cotidiana se da en las mujeres que están lavando en el Río Magdalena; podemos observar también el paso de un jinete. El tránsito del agua es una metáfora al paso del tiempo.